# Prix Plantin Moretus
Le prix Plantin Moretus (en néerlandais : Plantin-Moretusprijs)  est un prix littéraire flamand attribué jusqu'en 2009. 
Le prix était décerné à des livres qui se distinguent par leur conception soignée, leur illustration et leur production graphique et technique. Il s'agissait d'une initiative de l'Association des éditeurs de livres en néerlandais (Vereniging van Uitgevers van Nederlandstalige Boeken), désormais connue sous le nom d'Association des éditeurs flamands (Vlaamse Uitgevers Vereniging, VUV) et de la Société Plantin. 
Chaque année, des livres de différentes catégories, dont des livres pour enfants et adolescents, des livres d'art et des publications éducatives et scientifiques, sont sélectionnés et récompensés par un jury. Dans la catégorie Meilleure couverture de livre, le public sélectionne dix couvertures sur une page de vote en ligne. 
À partir de 2010, ce prix est décerné sous un autre nom, De Best Vormgegeven Boeken.